# Astragalus evanensis
Astragalus evanensis är en ärtväxtart som beskrevs av Maassoumi och Dieter Podlech. Astragalus evanensis ingår i släktet vedlar, och familjen ärtväxter. Inga underarter finns listade i Catalogue of Life.